# 4-エチルカテコール
4-エチルカテコールはカテコールの誘導体の一種。

## 生成
天然には酒類原料由来の成分から酵素の働きにより生じ、フェノール臭や薬箱臭と表現される香りの元となる。
揮発性有機化合物の一種のエチルベンゼンの代謝生成物であり、NADHの添加により酸化的DNA損傷が増加すると考えられている。